# Ceroctis bisbilunata
Ceroctis bisbilunata is een keversoort uit de familie van oliekevers (Meloidae). De wetenschappelijke naam van de soort is voor het eerst geldig gepubliceerd in 1908 door Pic.